# Luke Newberry
Pour les articles homonymes, voir Newberry.
Luke Newberry (né le 19 février 1990 à Exeter dans le Devon, en Angleterre) est un acteur britannique. Il est principalement célèbre pour avoir interprété Kieren Walker dans la série télévisée In the Flesh.

## Carrière
Il commence sa carrière en 2002 dans The Heart of Me aux côtés d’Helena Bonham Carter. Il participe ensuite aux séries britanniques My Dad's the Prime Minister et Doctors.
Il interprète Teddy Lupin dans Harry Potter et les Reliques de la Mort, partie 2 mais ses scènes seront finalement coupées au montage.
Il devient ensuite Kieren Walker dans la série In the Flesh. Il est nommé au BAFTA en 2014 pour ce rôle.

## Vie privée et engagement
Il a deux sœurs.
Il est diplômé de la Bristol Old Vic Theatre School en 2011.
Il participe à la campagne de solidarité pour l’égalité des sexes HeForShe et il a couru le British London 10k en 2012 pour le Contented Dementia Trust.

## Filmographie

### Cinéma

#### Longs métrages
- 2002 : The Heart of Me : Anthony
- 2011 : Harry Potter et les Reliques de la Mort, partie 2  de David Yates: Teddy Lupin (non crédité)
- 2012 : 8 Minutes Idle de Mark Simon Hewis : Jonno
- 2012 : Anna Karénine de Joe Wright : Vasily Lukich
- 2012 : Quartet de Dustin Hoffman : Simon
- 2013 : Frankenstein's Army de Richard Raaphorst : Sacha
- 2014 : La Légende d'Hercule de Renny Harlin : Agamemnon
- 2016 : Dusty and me de Betsan Morris Evans : Derek (Dusty)
- date indéterminée : Lead Heads de Giles Borg (en post-production)

#### Courts métrages et clip vidéo
- 1997 : Alone de Barrie Hemsley: Jason
- 2002 : It’s Better Now de Ana Garrido: Tom
- 2012 : All Men’s Dead de David Simpson: William
- 2012 : Eradicate de William McGregor: Luke
- 2013 : Dance for Me de Nathan Small et Luke Tredget : Rodney
- 2015 : clip de Wherever I Go de Mark Knopfler
- 2018 : Futures de Daniel Marc Janes : Teddy
- 2018 : Dead Birds de Johnny Kenton : Saint-Sébastien
- 2020 : Upstairs de Phillip Trow: James

### Télévision

#### Téléfilms
- 2000 : Thin Ice de Ian White: Charlie
- 2016 : La Vie des sœurs Brontë de Sally Wainwright: George Smith

#### Séries télévisées
- 2003-2004 : My Dad's the Prime Minister : Lighthouse
- 2007 :  Doctors : Luke Brown (saison 9 – épisode 126 : Kiss and Tell )
- 2012 :  Sherlock: jeune policier (saison 2 – épisode 1 : Un scandale à Buckingham)
- 2012 :  Mrs Biggs : Gordon (saison 1 – épisode 1)
- 2013 :  Lightfields : Harry Dun
- 2013-2014 : In the Flesh: Kieren Walker
- 2014 : Suspects: Nate Turner (Saison 2 – épisodes 1 et 2)
- 2015 : Cucumber: Josh (saison 1 – épisode 5)
- 2015 : Banana: Josh (saison 1 – épisode 5)
- 2016 : From Darkness : DS Anthony Boyce
- 2017 : Meurtres au paradis: Steve Thomas (Saison 6 – épisodes 5 et 6)
- 2020 : The Singapore Grip (en) : Monty Blackett
- 2022 : Gentleman Jack: John Harper (saison 2 – épisodes 7 et 8)

### Théâtre
- 2001 :  The Secret Garden, Royal Shakespeare Company : Colin Craven
- 2006 :  God Save The Teen , National Youth Theatre
- 2011 :  The Aliens, Trafalgar Studios : Evan
- 2012 :  Finer Noble Gases, Theatre Royal Haymarket : Staples
- 2012 : Antigone, National Theatre: Haemon
- 2013 : A Little Hotel on the Side, Theatre Royal Bath : neveu de Paillardin
- 2015 :  Teddy Ferrara, Donmar Warehouse : Gabe
- 2016 :  The Intelligent Homosexual's Guide to Capitalism and Socialism with a Key to the Scriptures, Hampstead Theatre: Eli
- 2018 :  Macbeth, Royal Shakespeare Company : Malcolm
- 2018 :  The Merry Wives of Windsor, Royal Shakespeare Company : Fenton
- 2021 :  Living Newspaper Edition 7: The Last Word, Royal Court Theatre
- 2023: When Winston Went to War with the Wireless, Donmar Warehouse : Charlie Bowser
- 2023: A View from the Bridge, Octagon Theatre : Rodolpho

## Radio
- 1998 : The Greengage Summer, BBC Radio 4
- 2003 : Jennings and Darbyshire, BBC Radio 4
- 2005 : The Papers of AJ Wentworth, BBC Radio 4
- 2011 : Do You Like Banana Comrades?, BBC Radio 4
- 2015 : John Gabriel Borkman, BBC Radio 4
- 2017 : Breaking up with Bradford, BBC Radio 4
- 2017 : Roderick Hudson (Title role), BBC Radio 4
- 2018 : Neil Gaiman’s Norse Mythology, BBC Radio 4

### Jeu vidéo
- 2018 : Battlefield V
- 2022 : The DioField Chronicle : Nicodemo Amon (voix anglaise)